# Bill Bertka
William « Bill » Bertka, né le 8 août 1927 à Akron, dans l'Ohio, est un ancien entraîneur et dirigeant américain de basket-ball.